# Vejnan
Vejnan (egyszerűsített kínai írással: 渭南市, pinjin: Wèinán) prefektúra szintű város Kínában, Senhszi tartományban. Lakosainak száma 4 688 744 fő (2020).

## Népesség
| 2010 | 5 286 077 |
| 2020 | 4 688 744 |

## Közlekedés
A városon halad keresztül a Lienjünkang–Lancsou-vasútvonal.

## Testvérvárosok
- Szeged